# Калениченко Нінель Павлівна
Нінель Павлівна Калениченко (до шлюбу Вахній; 27 березня 1926, Манжелія — 18 серпня 2020, Київ) — українська науковиця в галузі педагогіки, кандидат педагогічних наук (1962). Протягом півстоліття — наукова співробітниця відділу історії педагогіки Інституту педагогіки НАПН України (1949—1999), 13 років очільниця відділу (1978—1991). Авторка понад 200 наукових робіт, зокрема декількох книг та монографій.

## Життєпис
Народилась 27 березня 1926 року в селі Манжелія, що на Полтавщині. Батько — Павло Андрійович Вахній (1902—1977), партійний діяч, учасник Другої світової війни, з якої повернувся з інвалідністю першої групи.
Шестирічною дівчинкою пережила Голодомор на Полтавщині. З початком війни була евакуйована з матір'ю та бабусею до Саратовської області РРФСР. В 1943-му році вступила на історичний факультет Ленінградського державного університету, який тоді знаходився в Саратові. Навчалася у Соломона Лур'є, Євгена Тарле, Володимира Мавродіна.
Після звільнення Києва повернулася до України, у 1944-му році перевелася до Київського державного університету імені Тараса Шевченка, який закінчила через три роки. Один рік (1948), за призначенням, працювала в Полтавському педагогічному університеті імені Володимира Короленка, після чого з 1949-го по 1952-й рік навчалася на аспірантурі Науково-дослідного інституту педагогіки УРСР під керівництвом Сави Чавдарова. Відтоді ж — протягом півстоліття наукова співробітниця Інституту (1949—1999).
В 1962-му році здобула науковий ступінь кандидата педагогічних наук, захистивши дисертацію на тему «Труд как средство воспитания в творческом наследии русских и украинских революционных демократов».
З 1978-го по 1991-й рік очолювала відділ історії педагогіки Інституту педагогіки. У 1970-х роках, разом з колегами, підготувала до видання п'ятитомник творів Василя Сухомлинського, з яким була особисто знайома.

Могила Нінель Калениченко, Байкове кладовище

Авторка понад 200 наукових робіт, зокрема кількох книжок та монографій, досліджувала актуальні питання історії розвитку освіти. Писала ліричні вірші, які друкувалися в різних часописах.
Членкиня методичної ради секції педагогіки товариства «Знання», членкиня Всеукраїнської асоціації Василя Сухомлинського. Наукова керівниця щонайменше 12-ти кандидатів наук, зокрема Галини Білавич і Олександри Войналович. Організаторка та лекторка науково-практичних конференцій з педагогіки.
В 1999-му році вийшла на пенсію. В 2009-му році стала співавторкою книги «Кияни — свідки Голодомору», в якій розповіла про своє життя в трагічний період 1932—1933 років. Померла на 95-му році життя 18 серпня 2020 року. Похована разом з чоловіком на Байковому кладовищі (ділянка № 31, 50°25′18.24″ пн. ш. 30°30′19.32″ сх. д. / 50.4217333° пн. ш. 30.5053667° сх. д.).

### Родина
Під час навчання в університеті ім. Шевченка познайомилась із перспективним студентом-міжнародником Павлом Калениченком, з яким невдовзі побралась. Павло Калениченко став знаним істориком, дослідником історії Польщі, але передчасно пішов із життя у 60 років. Подружжя виховало двох синів — Костянтина Калениченка (нар. 1948; нині — науковець-гідробіолог) та Анатолія Калениченка (нар. 1955; нині — музикознавець, культурний діяч).

## Науковий доробок (частковий)
- 1961 — «Хрестоматія з історії вітчизняної педагогіки»
- 1962 — «Труд как средство воспитания в творческом наследии русских и украинских революционных демократов»: диссертация кандидата педагогических наук : 13.00.00. — Киев, 1962. — 265 с.
- 1967 — «Революційні демократи про працю як засіб виховання» (книга)
- 1970 — «Виховання дітей в сім'ї Ульянових»
- 1988 — «Антология педагогической мысли Украинской ССР» / АПН СССР; [Сост. Н. П. Калениченко]; Редкол.: М. В. Фоменко (отв. ред.) и др. — Москва: Педагогика, 1988. — 635,[5] с. : ил.; 22 см.
- 1990 — «Взірець сімейного виховання. Ульянови: батьки і діти» (книга)
- 1991 — «Розвиток народної освіти і педагогічної думки в Україні (Х — поч. ХХ ст.)» (у співавторстві)
- 1996 — «Народна освіта на новому етапі» (монографія; у співавторстві)
- 1996 — «Нариси історії українського шкільництва (1905—1933)» (монографія; у співавторстві)
- 1996 — «Інститут педагогіки АПН України. 70 років» (у співавторстві)
- 2002 — «Родинна педагогіка: навчально-методичний посібник» (у співавторстві)
- 2002 — «Інститут педагогіки АПН України. 75 років» (у співавторстві)
- 2009 — «Кияни — свідки Голодомору» (у співавторстві)

## Нагороди
- нагрудний знак «Василь Сухомлинський»
- медаль А. С. Макаренка
- значок «Відмінник народної освіти УРСР»
- значок «Відмінник освіти СРСР»
- нагрудний знак «Костянтин Ушинський»